# PROBA-V
PROBA-V (Project for On-Board Autonomy et V pour Vegetation « végétation ») est le quatrième satellite de la série PROBA à faible coût développé par l’Agence spatiale européenne et destiné à la mise au point de nouvelles technologies spatiales. La mission principale de PROBA-V est de prendre la suite de l'instrument VEGETATION embarqué sur les satellites Spot 4 et 5. Une version fortement allégée de cet instrument est embarquée sur le satellite, ainsi que plusieurs  démonstrateurs technologiques. Le micro-satellite a été placé en orbite le 7 mai 2013 par une fusée Vega pour une mission d'une durée comprise entre deux ans et demi et cinq ans. Après 7 ans d'activité, le satellite atteint la fin de sa durée de vie opérationnelle le 30 juin 2020. Sa mission est officiellement terminée fin octobre 2021. 

## Contexte
Les satellites d'observation de la Terre français Spot 4 et 5 embarquent notamment l'instrument VEGETATION qui réalise depuis plus de 10 ans tous les jours (au-dessus de 35° de latitude, cinq jours sur six sous cette latitude) une prise d'image multispectrale de l'ensemble de la surface de la planète grâce à une fauchée au sol de 2 250 kilomètres de large,. Les données collectées sont utilisées pour le suivi de la végétation (environnement, production) et la détection de tendances climatiques. 

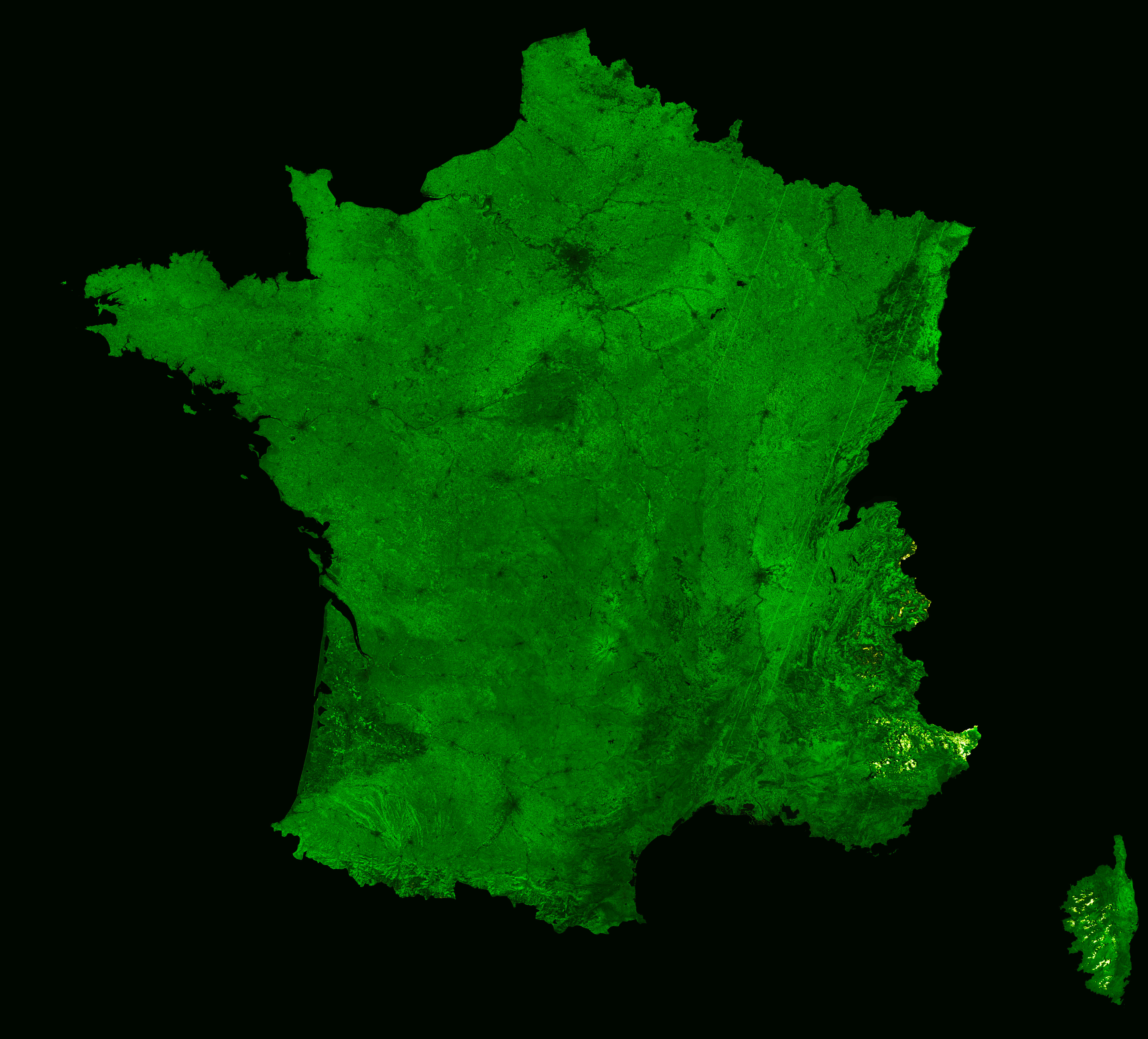
Photographie satellite de la France réalisée par Proba-V

Spot 5 arrive en fin de vie en 2013 et aucun instrument de ce type n'a été embarqué sur les successeurs de ces satellites (Pléiades, SPOT 6). Or, pour une communauté importante d'utilisateurs, il est important de continuer à disposer de ces données pour les études portant sur les changements climatiques. L'Agence spatiale européenne et la Politique scientifique fédérale belge ont donc décidé de développer un satellite embarquant une version allégée de l'instrument VEGETATION qui serait lancé avant 2013. Pour respecter cette échéance, il a été décidé d'utiliser une plateforme déjà disponible, PROBA, pour micro-satellites.

## Caractéristiques du satellite
PROBA-V, d’une masse de 160 kg réutilise la plateforme PROBA mise en œuvre par PROBA-2. Celle-ci, de forme cubique (765 × 730 × 840 mm), est stabilisée 3 axes. Cependant, contrairement à PROBA-2, les panneaux solaires ne sont pas situés sur des ailes déployables mais sur le corps du satellite. Pour maintenir son orientation, le satellite dispose d'un viseur d'étoiles, de récepteurs GPS, d'un magnétomètre et de magnéto-coupleurs. 

### L'instrumentVEGETATION
La charge utile principale est constituée par un instrument remplissant le même rôle que VEGETATION. Alors que ce dernier, développé dans les années 1980, avait une masse de 130 kilogrammes, le nouvel instrument a une masse totale de 40 kilogrammes : le verre des miroirs a été remplacé par de l'aluminium qui, outre sa légèreté, présente l'avantage de réfléchir l'ensemble du spectre électromagnétique utilisé par l'instrument. La mémoire de masse de 16 gigaoctets est constituée uniquement par de la mémoire flash. Le détecteur est constitué par trois barrettes linéaires de 1 024 pixels. Le système de refroidissement très lourd utilisé pour la vue infrarouge sur VEGETATION a été supprimé.
| Caractéristique    | Valeurs |
| ------------------ | --- |
| Télescope          | 3 télescopes compacts anastigmatiques à 3 miroirs Champ optique (3 × 34.6°) × 5.5° |
| Détecteurs         | lumière visible et très proche infrarouge (VNIR) : 3 × 5200 pixels, 13 μm proche infrarouge (VNIR) : 3 × 1024 pixels                                                                           |
| Bandes spectrales  | bleue (447–493 nm : bleu) rouge (610–690 nm : orange-rouge) très proche infrarouge (444–893 nm : du bleu au proche infrarouge IR-A) proche infrarouge (1570–1 650 nm : proche infrarouge IR-B) |
| Résolution optique | Lumière visible : 100 m au nadir Très proche infrarouge : ⅓ ou 1 km Proche infrarouge : ⅔ ou 1 km                                                                                              |

### Les équipements expérimentaux
Par ailleurs Proba-V emporte, comme les autres satellites de la série PROBA, plusieurs équipements expérimentaux pour un test en environnement spatial :
- Le détecteur avancé de particules EPT  (Energetic Particle Telescope) capable d'identifier des particules chargées électriquement se présentant dans son champ optique de 50°
- Un émetteur radio en bande X utilisant pour la première fois des composants électroniques d'origine européenne à base de nitrure de gallium. Les composants réalisés dans ce matériau peuvent fonctionner à température et voltage élevés et sont naturellement radiodurcis.
- L'instrument HERMOD (High Density Space Form Connector Demonstration) utilisé pour tester des fibres optiques et des connecteurs optiques multi-lignes
- Le récepteur de signaux aériens ADS-B (Automatic Dependant Surveillance - Boradcast) pour le suivi du trafic aérien.
- Le détecteur de radiations SATRAM utilisant des puces électroniques Timepix développées par le CERN.

## Déroulement de la mission
Le satellite PROBA-V est placé par un lanceur Vega le 7 mai 2013, sur une orbite identique à celle des satellites Spot : une orbite héliosynchrone à une altitude de 820 km phasée avec passage du nœud descendant à la même heure (10h30). Le satellite repasse au-dessus d'un site situés entre les latitudes de 75°N à 35°N et 35°S à 56°S tous les deux jours.
Le satellite est contrôlé depuis le centre de Redu (Belgique). Les données collectées par le satellite sont transmises à la station de Kiruna. Le satellite est conçu pour une durée de vie minimale de 2,5 ans avec une prolongation possible jusqu'à 5 ans,.
Le satellite atteint la fin de sa durée de vie opérationnelle le 30 juin 2020. Ne possédant pas de propulsion pour corriger la dérive orbitale, les données se dégradent progressivement à partir de cette date et une couverture globale quotidienne de la Terre n'est plus possible. Sentinel-3, satellite du programme Copernicus, a pris le relai depuis 2019,. PROBA-V continue néanmoins à être exploitée et divers modes d'observations sont testés, une des caméras fonctionnant par exemple durant la nuit. Des observations de la Lune, en plus des observations de l'astre liées à l'étalonnage, sont prévues. Afin d'accompagner la fin de PROBA-V, un Cubesat de 12 unités, nommé Proba-V Companion CubeSat, est construit par la société belge Aerospacelab. L'idée est de photographier au même instant les mêmes cibles que PROBA-V mais avec un angle de vue différent puis de recombiner au sol les images. Une des caméras de PROBA-V, non utilisée, doit être intégrée dans ce compagnon. Le lancement est prévu pour 2021. Toutefois, fin octobre 2021, l'agence spatiale européenne prend la décision d'arrêter les opérations autour de PROBA-V.
Proba-V Companion CubeSat est lancé le 9 octobre 2023 par une fusée Vega.